# چیزبرگر

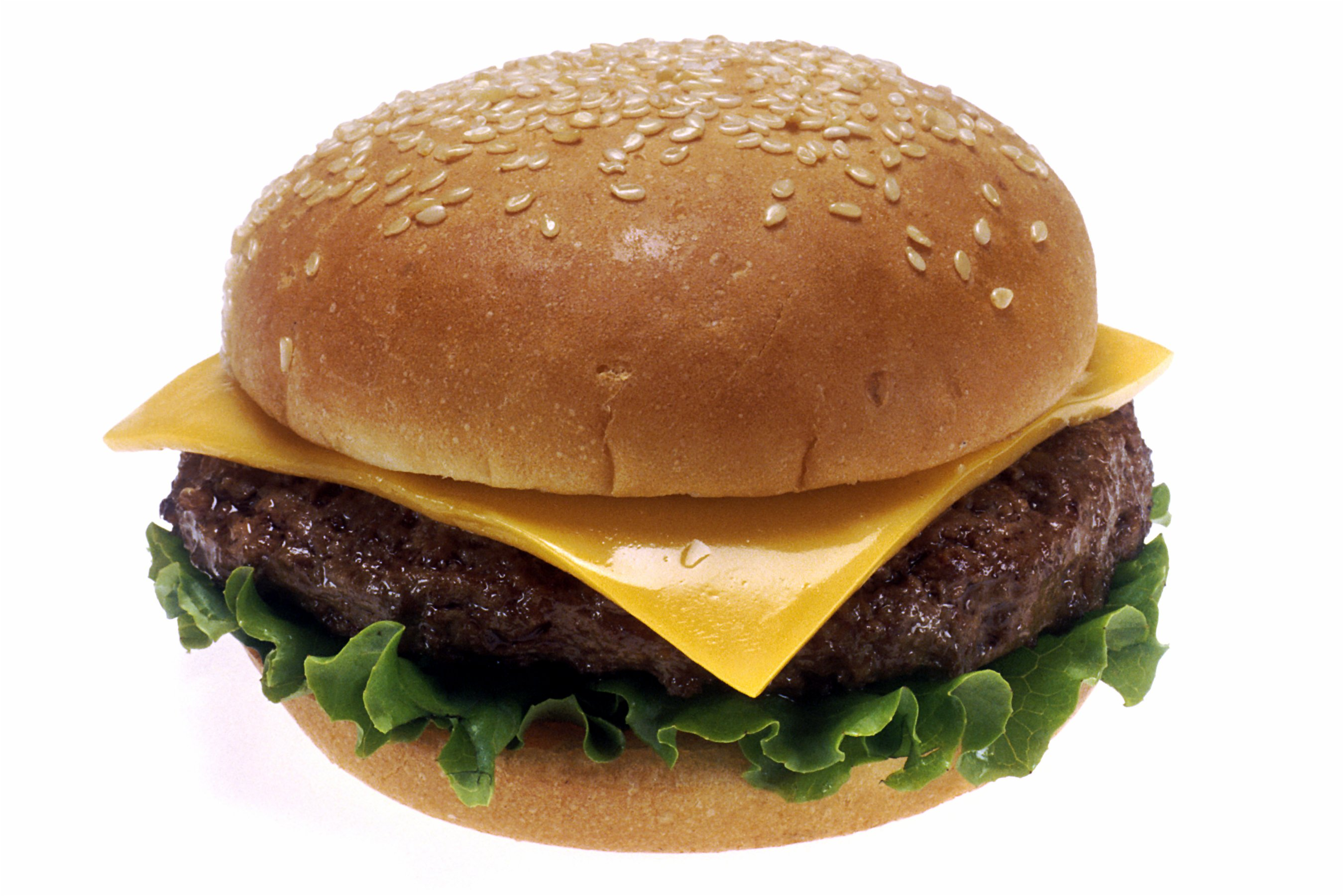
چیزبرگر

چیزبرگر (به انگلیسی: Cheeseburger)، همبرگری است که روی آن پنیر قرار دارد، چیزبرگر غذای ملی ایالات متحده آمریکا است.چنان‌که مرسوم است، برش پنیر در بالای گوشت پهن و معمولاً گردی قرار دارد اما همچنین می‌تواند شامل بسیاری از تنوعها در ساختار، مواد و ترکیب باشد. این واژه خودش یک واژه چندبخشی از لغات Cheese و Burger است. پنیر معمولاً به همبرگر در حال پخت مدت کمی قبل از اینکه گوشت کاملاً پخته بشود اضافه می‌گردد که به پنیر این اجازه را می‌دهد تا آب شود. چیزبرگرها بیشتر اوقات با کاهو، گوجه فرنگی، پیاز، خیارشور، سس خردل، سس مایونز، سس کچاپ و گاه به گاه با بیکن سرو می‌شود.

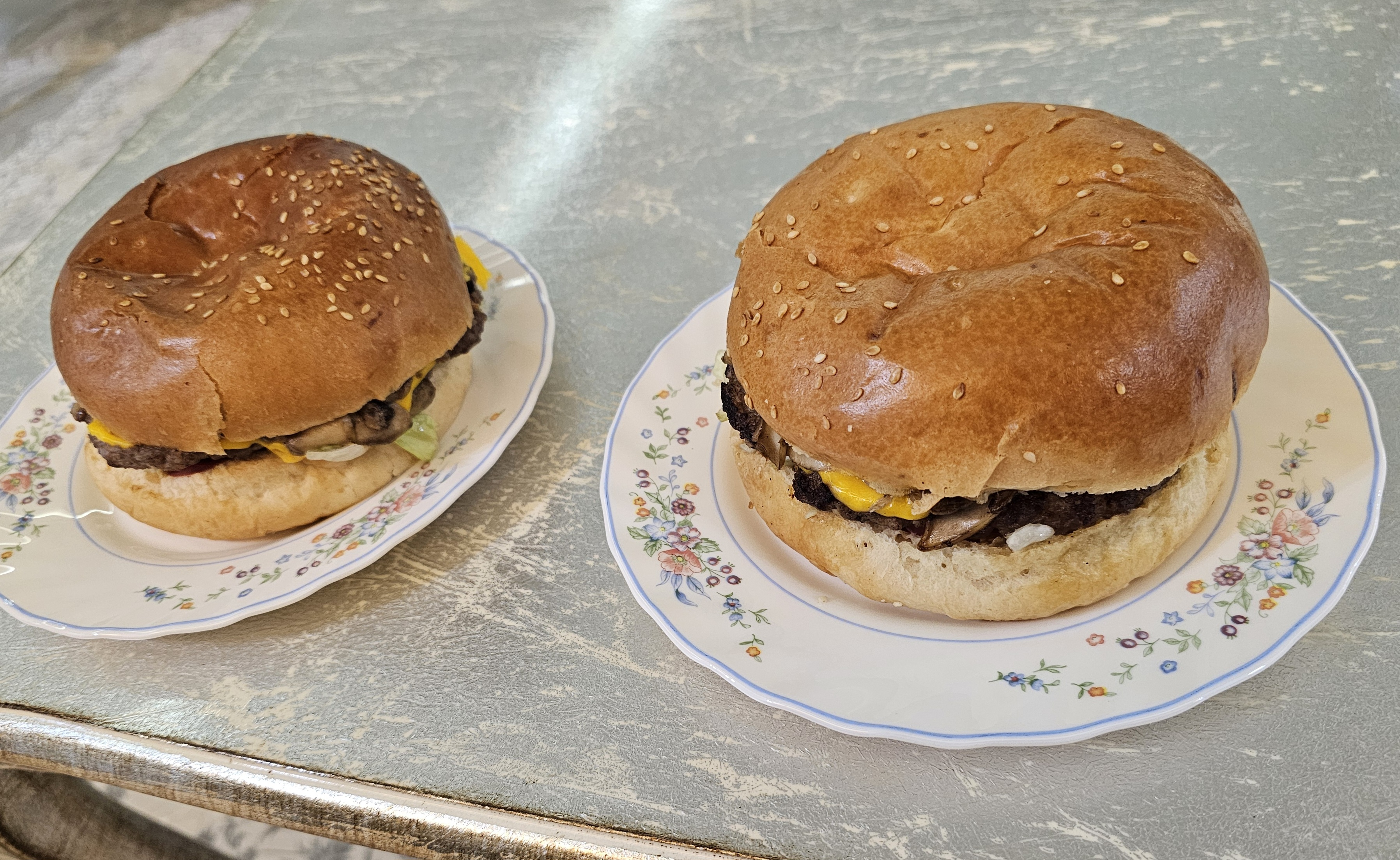
چیزبرگر پیتزا پله

در رستوران‌های فست فود، پنیر استفاده شده معمولاً پنیر پرورده می‌باشد، اما تنوع‌هایی هم وجود دارد مانند پنیر چدار، پنیر سوییسی، پنیر موزارلا، پنیر آبی و پیپر جک. وقتی پنیر به برگر اضافه می‌شود، ارزش غذایی برگر می‌تواند پس از آن تغییر کند. برای مثال یک برش از پنیر چدار می‌تواند ۱۱۳ کالری و ۴٫۵ گرم چربی اشباع شده به برگر اضافه کند. انواع و مقدار دیگر پنیر تأثیرات متفاوت می‌گذارند که وابسته به ارزش غذایی آن‌ها می‌باشد.

## تاریخچه
اضافه کردن پنیر به همبرگر در سال‌های ۱۹۲۰ تا اواسط ۱۹۳۰ پرطرفدار شد و چندین ادعای ضدونقیض بر سر آنکه چه کسی برای اولین بار چیز برگر را به وجود آورد، وجود دارد.
لیونل استرنبرگر (lionel sternburger)، از قرار معلوم کسی است که چیزبرگر را در سال ۱۹۲۶ در سن ۱۶ سالگی اختراع کرد، هنگامی که او به عنوان یک سرخ‌کن در ساندویچ فروشی The rite spot پدرش در پاسادینا، کالیفرنیا کار می‌کرد و به‌طور آزمایشی یک ورق از پنیر آمریکایی را بر روی یک همبرگر داغ انداخت.
یک نمونه اولیه از ظهور چیزبرگر در یک منو، در سال ۱۹۲۸ در منوی رستوران لس آنجلس O'Dell's بود که چیزبرگر را پر شده از فلفل تند به قیمت ۲۵ سنت ارائه کرد.
رستوران‌های دیگر می‌گویند که آن‌ها چیزبرگر اختراع کردند. برای مثال رستوران Kaelin از لوئیزویل، کنتاکی می‌گوید که آن‌ها چیزبرگر را در سال ۱۹۳۴ اختراع کرده‌اند. یک سال بعد نماد بازرگانی به عنوان جایزه برای نام چیزبرگر به Louis Ballast از Humpty Dumpty در دنور، کلرادو داده شد. برطبق آرشیوهای Steak 'n Shake، بنیان‌گذار این رستوران، Gus Belt برای نماد بازرگانی این کلمه در سال ۱۹۳۰ تقاضا کرد.

## دستور پخت

### مواد تشکیل دهنده
- ۷۰۰ گرم گوشت چرخ کرده
- نصف قاشق چای خوری پودر پیاز
- نصف قاشق چای خوری پودر سیر
- یک چهارم قاشق چای خوری نمک و فلفل
- صد گرم پنیر ورقه‌ای چدار

### روش
کباب پز را آماده کنید. گوشت چرخ کرده را با پودر پیاز، پودر سیر و نمک و فلفل با هم مخلوط کنید. گوشت را به شکل یک ورقه پهن کرده و آن را به ۴ قسمت تقسیم کنید. پنیرها را یک در میان لابلای ورقه‌های گوشت قرار دهید. لایه رویی گوشت باشد نه پنیر. آن‌ها را روی هم فشار دهید و روی کباب پز قرار دهید. دو طرف آن را به مدت ۱۵ دقیقه برشته کنید. آن را در نان ساندویچی همبرگر قرار داده و مخلفات دلخواه را به آن اضافه کنید.